# Словесные названия российского оружия/Ч
Словесные названия российского оружия
А
Б
В
Г
Д
Е
Ё
Ж
З
И
К
Л
М
Н
О
П
Р
С
Т
У
Ф
Х
Ц
Ч
Ш
Щ
Э
Ю
Я
- «Чажма» — корабль КИК пр.1130
- «Чайка» — радионавигационная система
- «Чайка» — авиационный радиовысотомер
- «Чайка» — КАБ УБ-2000Ф
- «Чайка» — КШМ Р-145 на базе БТР-60ПА
- «Чайка» — противолодочный самолёт-амфибия Бе-12 (М-12) [Mail]
- «Чайка» — авиационный электронно-оптический визир
- «Чайка» — авиационная аппаратура автоматизированной кодовой и информационной связи Р-099
- «Чайка» — переносная милицейская УКВ радиостанция 62Р1
- «Чайка» — проект высотного самолёта М-17
- «Чайка» — подводные лодки проекта 670М [Charlie-II]
  - «Чайка-Б» — подводная лодка проекта 06704 [Charlie-III]
- «Чайка-Стремнина» — оконечная аппаратура быстродействия
- «Чакра» — АПЛ с КР пр. 06709
- «Чардаш» — корабельный навигационный комплекс
- «Чародейка» — корабельный комплекс радиопленгования УКВ диапазона Р-764 для разведывательных кораблей пр. 864
- «Чебак» — возимый КВ радиоприёмник Р-309К-1
- «Челнок» — телеуправляемый минный тральщик пр.1300
- «Черепаха» — колёсно-гусеничный танк БТ-СВ
- «Черешня» — дрейфующая станция помех (В-611)
- «Черешня» — корабельный КВ радиопередатчик Р-644
- «Чёрная акула» — боевой вертолёт Ка-50 [Hokum]
- «Черника» — корабельный панорамный КВ радиоприёмник Р-710
- «Черника» — БПЛА (дрон) с донаведением на цель.
- «Чернила» — панорамный КВ радиоприёмник Р-719
- «Черноморец» — авиационная ракета-торпеда (опытная)
- «Чернослив» — авиационная наземная автомобильная УКВ радиостанция Р-814 (РАС-УКВ-А)
- «Черёмуха» — мобильный автоматический КВ радиопеленгатор Р-355
- «Черёмуха» — серия спецсредств со слезоточивым газом CN
  - «Черёмуха-6» — газовая граната
  - «Черёмуха-7» — 23-мм патрон к ружью КС-23
  - «Черёмуха-7М» — 23-мм патрон к ружью КС-23
  - «Черёмуха-10М» — аэрозольный распылитель
  - «Черёмуха-12» — газовая граната
- «Чёрный орёл» — перспективный танк (об.640)(«Тарантул»)
- «Чибис» — авиационная станция телевизионной разведки И-249Б
- «Чибис» — корабельная РЛС
- «Чибис» — патрульный катер пр.21850
- «Чибис» — корабельный прибор ночного видения
- «Чилим» — пограничный катер на воздушной подушке пр. 20910
- «Чинара» — авиасбрасываемый гидроакустический буй РГБ-НМ
- «Чирок» — ЗУР Р-110Б (жидкостная)
- «Чита» — авиационный магнитометр АМП-56
- «Чукотка» — корабль КИК пр.1128
- «Чусовая» — шахтная пусковая установка 8П764 для Р-14